# Nueva Generación Chulum Chico
Nueva Generación Chulum Chico är en ort i Mexiko.   Den ligger i kommunen Tila och delstaten Chiapas, i den sydöstra delen av landet, 800 km öster om huvudstaden Mexico City. Nueva Generación Chulum Chico ligger 959 meter över havet och antalet invånare är 121.
Terrängen runt Nueva Generación Chulum Chico är kuperad åt sydost, men åt nordväst är den bergig. Runt Nueva Generación Chulum Chico är det ganska tätbefolkat, med 65 invånare per kvadratkilometer. Närmaste större samhälle är Yajalón, 15,1 km sydost om Nueva Generación Chulum Chico. I omgivningarna runt Nueva Generación Chulum Chico växer i huvudsak städsegrön lövskog.